# Deshret

Vương miện Deshret

Deshret, hay vương miện Đỏ, là vương miện của các pharaon cai trị Hạ Ai Cập. Sau khi Ai Cập thống nhất, Deshret cùng với vương miện Trắng Hedjet hợp lại thành Pschent (hay còn gọi là vương miện Kép).

## Lịch sử
Tại nghĩa trang Qustul của người Nubia (thuộc Ai Cập, nằm gần biên giới với Sudan), nhà khảo cổ Bruce Williams tìm thấy một cái lư hương bằng đá vôi, trên đó có khắc hình ảnh một người đội vương miện Hedjet. Năm 1987, Williams lập luận rằng, việc ông phát hiện ra lư hương Qutsul rõ ràng cho thấy mối liên kết và ảnh hưởng của người Nubia trong việc giúp hình thành nền văn minh pharaon ở Ai Cập.

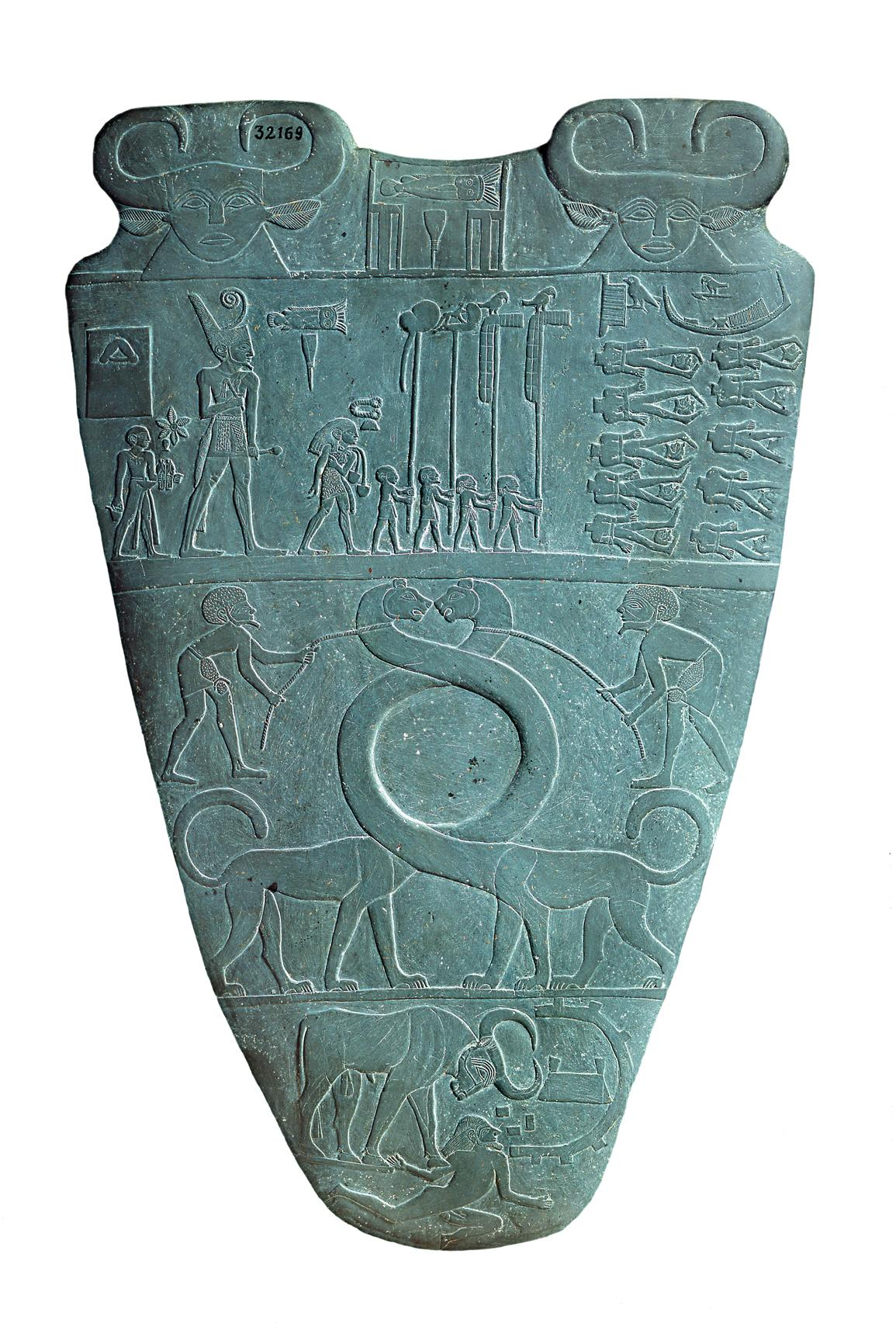
Mặt sau của bảng màu Narmer khắc họa hình ảnh nhà vua đội deshret

Giả thiết của Williams mâu thuẫn vì những khám phá gần đây hơn tại Abydos đã chứng minh rằng chế độ quân chủ Ai Cập có trước các lăng mộ ở Qustul. Đơn cử như biểu tượng của vương miện Deshret trên những bình gốm từ Abydos có niên đại vào khoảng năm 3500 TCN, hay những hoạt cảnh thắng trận trên tường mộ ở Nekhen vào khoảng 3400–3300 TCN, đã cho thấy chúng xuất hiện sớm hơn nhiều so với lư hương Qutsul (3200–3000 TCN), tức người Nubia đã tiếp nhận và áp dụng các biểu tượng vương quyền được phát triển ở Ai Cập chứ không phải ngược lại. Ngoài ra, bãi bồi sông Nin vùng Hạ Nubia hẹp hơn hẳn so với Thượng Ai Cập, do đó sẽ hạn chế tiềm năng phát triển nông nghiệp và chính trị, góp phần bác bỏ giải thiết trên, mặc dù phần lớn nguyên liệu thô như ngà, gỗ mun, hương và da thú ở Ai Cập là nhập từ Nubia.
Wadjet, nữ thần rắn bảo trợ vùng đất Hạ Ai Cập, thường được mô tả với vương miện Deshret trên đầu. Ngoài Pschent, Deshret còn kết hợp với vương miện Atef và cặp sừng, trên đỉnh miện là mặt trời. Vương miện này mang nghĩa thống nhất Ai Cập và được đội bởi thần Geb, người cai quản đất đai, cũng chính là cha của thần chết Osiris. Tại phức hợp đền Dendera thờ Hathor, nữ thần được xem là con gái của Geb vì bà được khắc họa đang đội miện này. Neith, nữ thần chiến tranh, cũng thường đội vương miện này.
Thực tế, không có bất kỳ vương miện Deshret nào được tìm thấy, ngay cả trong những ngôi mộ tương đối còn nguyên vẹn như của pharaon Tutankhamun. Nỉ hoặc da thuộc có thể là vật liệu dùng để làm vương miện, nhưng đây hoàn toàn chỉ là suy đoán.
Vương miện Deshret có thể là nguồn gốc của chữ nun (𐤍) trong bảng chữ cái Phoenicia, mặc dù chỉ phần dây uốn cong (biểu tượng của vòi ong mật) được cho là giữ lại để tạo nguyên gốc cho chữ.

## Điêu khắc

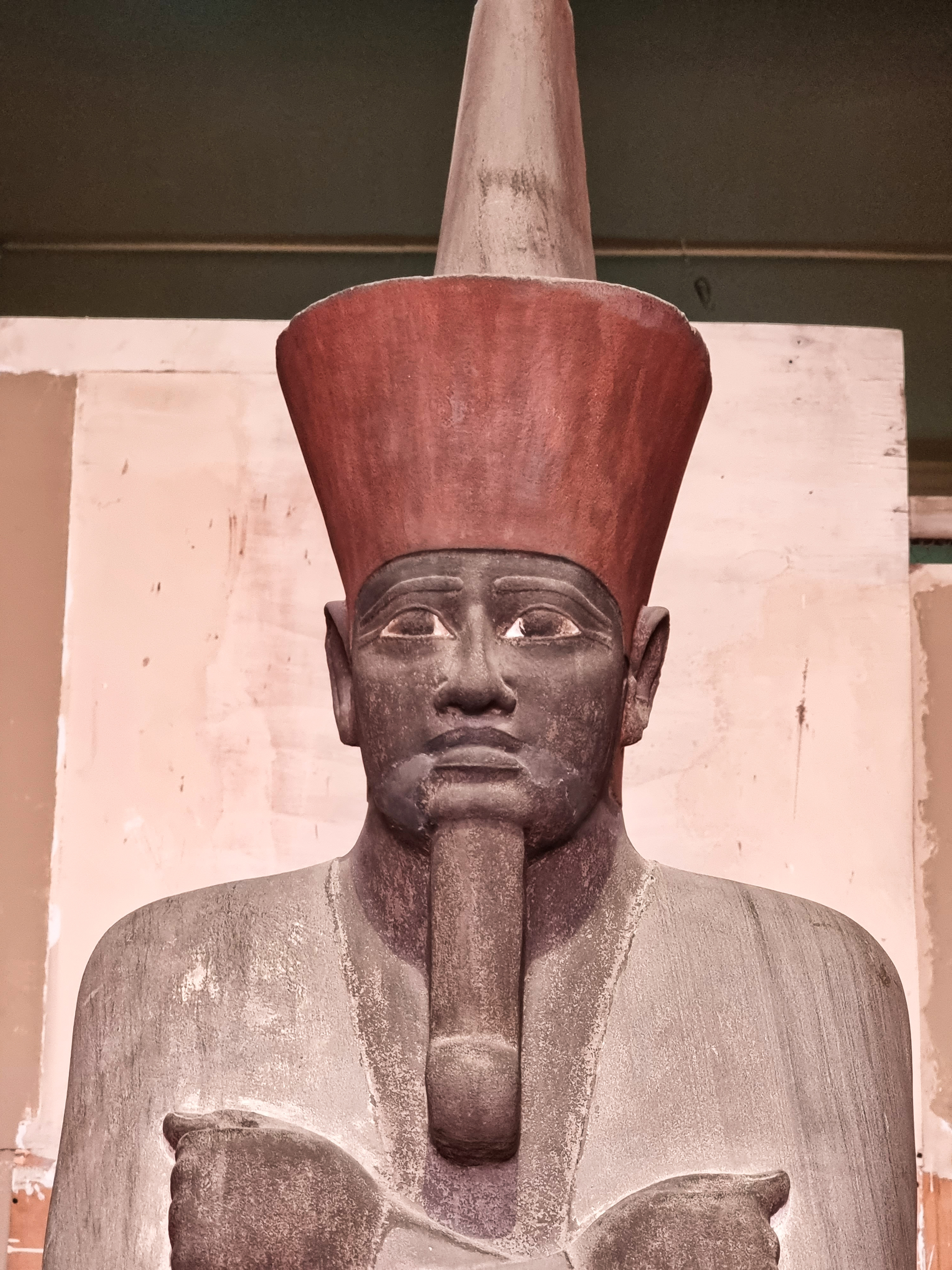
Tượng Pharaon Mentuhotep II (Bảo tàng Ai Cập)
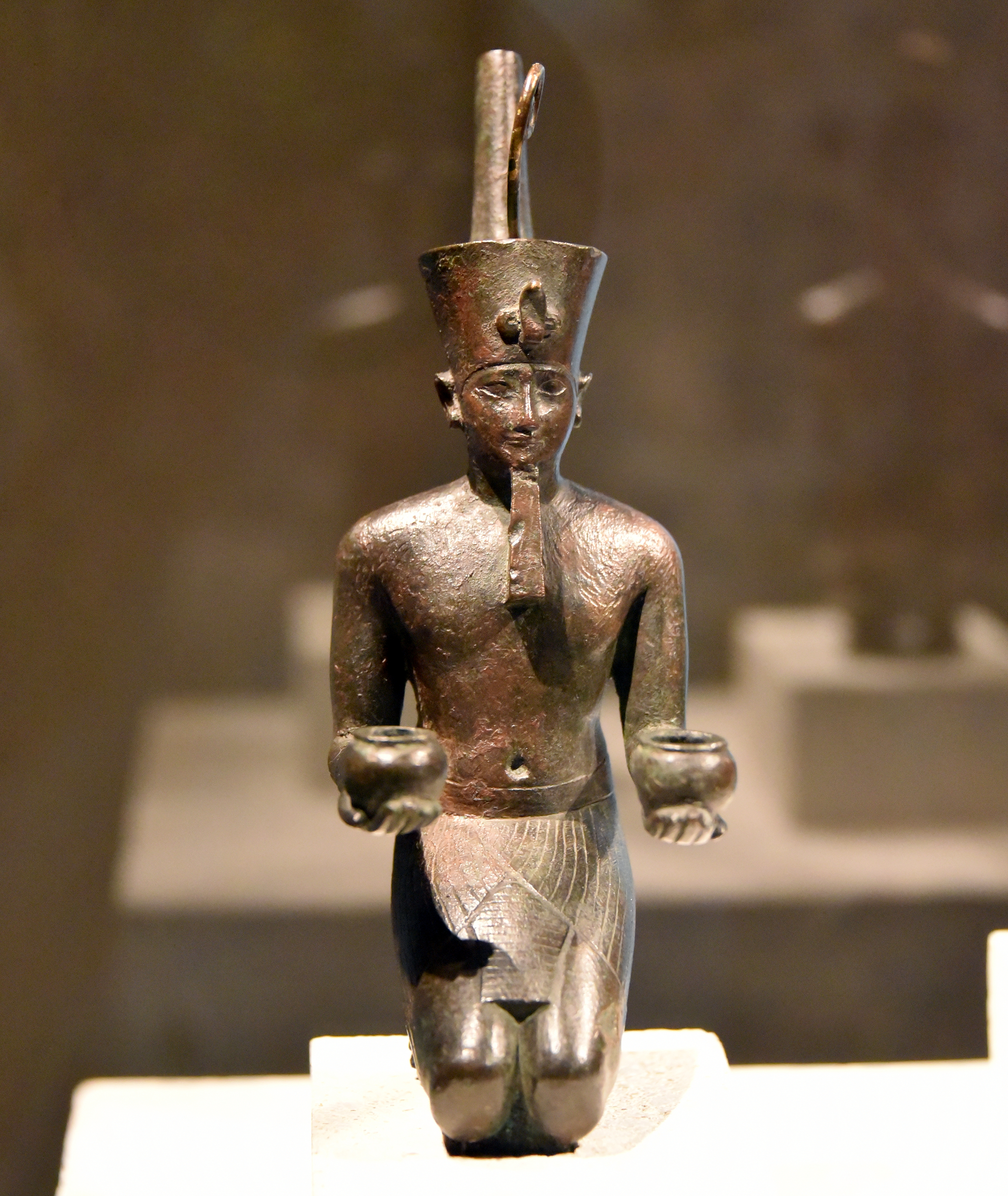
Tượng đồng của một pharaon người Kush thời kỳ Vương triều thứ 25  đội deshret (Bảo tàng Neues)
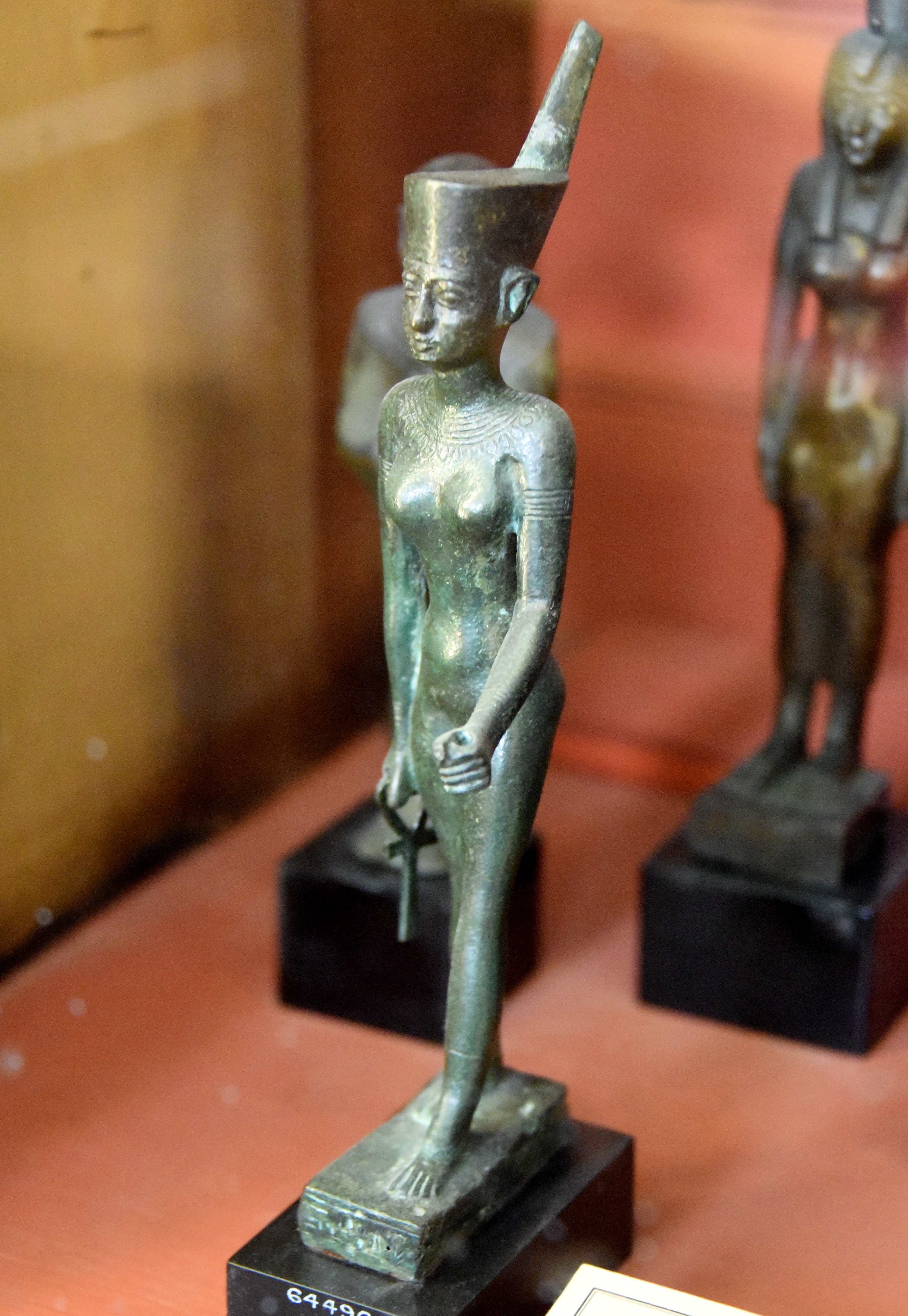
Tượng đồng của thần Neith